# Zamek Stary Książ
Zamek Stary Książ – zabytkowy zamek w ruinie położony w Wałbrzychu, w północno-wschodniej części Pogórza Wałbrzyskiego w Sudetach w województwie dolnośląskim. Nieopodal ruin znajduje się zamek Książ.

## Położenie
XIX wieczny romantyczny zamek Stary Książ zbudowany jest na murach średniowiecznego zamku piastowskiego księcia jaworskiego Bolka I Surowego. Położony jest na lewym wzgórzu nad przełomem Pełcznicy w południowo-wschodniej części Książańskiego Parku Krajobrazowego, położonego na pograniczu dwóch odmiennych makroregionów fizycznogeograficznych: Przedgórza Sudeckiego i Sudetów Środkowych. Pełcznica płynie głębokimi dolinami o charakterze wąwozów. Na odcinku około 2 km między Szczawienkiem a Pełcznicą tworzy skaliste jary o głębokości dochodzącej do 80 m i szerokości 20–30 m. Na długości 4 km tworzy liczne zakola o stromych zboczach z urwiskami i skalnymi żlebami. W ten krajobraz z urozmaiconą rzeźbą krętych jarów i głębokich dolin Pełcznicy, odsłoniętych wychodni skalnych wkomponowany jest zamek Stary Książ.

## Historia

### Zamek średniowieczny z XIII wieku
Pierwszy gród na wzgórzu nad Przełomem Pełcznicy powstał między 2 połową IX-X wiekiem. Pod koniec XIII wieku książę Bolko I Surowy zbudował murowany zamek obronny. Założenie składało się z trzech członów, murowanego zamku górnego i dwóch podzamczy ufortyfikowanych wałami. Pierwsze podzamcze od zamku górnego oddziela wykuta w skale fosa szerokości 20 m i głębokości 4,5 m. W części pierwszego podzamcza przy licu wału wewnętrznego odkryte zostały relikty fundamentu budowli wzniesionej z kamieni i gliny, które są przypuszczalnie śladami zabudowy wewnętrznej, ciągnącej się wzdłuż obwodu obronnego. W 1290 roku do zamku książę Bolko I Surowy przeniósł swoją siedzibę z Lwówka Śląskiego. Swoje znaczenie warownia straciła w 1392 roku po przejściu księstwa świdnicko-jaworskiego do Korony Czeskiej. W 1428 roku został zdobyty przez husytów. W następnych latach zamek był siedzibą i bazą wypadową rycerzy-rabusiów i jako ich siedziba został zniszczony w 1484 roku. Pozbawiony właściciela zamek popadł w ruinę i przestał funkcjonować na początku XVI wieku.
W 1509 nabyła go rodzina Hochbergów.

### Zamek romantyczny z XVIII wieku
W roku 1794-1797 właściciel zamku Książ Jan Henryk VI von Hochberg zlecił architektowi Christianowi Wilhelmowi Tischbeinowi urządzenie otoczenia zamku nad potokiem Pełcznicy i przebudowanie istniejących resztek ruin dawnego zamku na romantyczne ruiny dla księcia Hansa Heinricha IV Hochberga. Celem budowy była inscenizacja średniowiecznego otoczenia wokół zamku Książ. Po wojnie zamek podpalony przez wojska radzieckie spłonął latem 1945 roku. Nie był on jednak w tak złym stanie jak obecnie. Do dziś zachowała się sztuczna ruina z końca XVIII w. z pozostałością głównego budynku zamku z zachowanym podziałem wewnętrznym. Brak w nim stropów, a z wieży zamkowej ocalały tylko fragmenty. Zachowały się również dwa renesansowe portale i część muru dawnego ganku prowadzącego do kaplicy, z której pozostały tylko ściany i resztki przykaplicznej wieży.

## Architektura
Obecnie zamek Stary Książ to wzniesiona w latach 1794–97 malownicza budowla w stylu eklektycznym, powstała według projektu Christiana Wilhelma Tischbeina, po przebudowie istniejącego w tym miejscu średniowiecznego zamku piastowskiego z końca XIII wieku. Podczas prac powstały między innymi stylizowane na gotyk romantyczne ruiny zamku Stary Książ. Nowy zamek otoczono fosą i murem obronnym, a wejście do niego prowadziło przez bramę z dwoma wieżyczkami. Przebudowa ta zatarła ślady dawnego zamku pierwotnego i przez wiele lat, aż do końca XX wieku, obiekt uważano za sztuczne ruiny. Brak danych na temat powstania istniejącego systemu umocnień zewnętrznych w postaci wałów otaczających zamek właściwy i podzamcza, wskazuje na to, że istniał tu nieznany średniowieczny zamek książęcy. Cały zespół zamkowy składa się z zamku właściwego, w kształcie zbliżonym do trójkąta oraz dwóch trójkątnych przedzamczy położonych jeden za drugim na zachód od zamku właściwego. W budynku głównym połączonym z wieżą znajdowała się sala reprezentacyjna, zbrojownia, sypialnie, sala sądowa, izba więzienna z izbą tortur i kaplica. Pod kaplicą połączoną krużgankami z głównym budynkiem znajdował się loch pochodzący z zamku średniowiecznego. Podczas rozbudowy ruin zamku użyto wielu oryginalnych elementów renesansowych i barokowych detali architektonicznych przeniesionych z zamku w Trzebieniu i innych okolicznych obiektów.